# Bas Kast
Bas Kast (Landau in der Pfalz, 16 janvier 1973) est un journaliste allemand.

## Biographie
Bas Kast étudie d'abord à l’École européenne de Munich, puis la psychologie et la biologie à l'université de Constance. Il a ensuite déménagé aux États-Unis où il a étudié au Massachusetts Institute of Technology, avec Marvin Minsky. Kast a également fait partie de la Studienstiftung des deutschen Volkes, la fondation allemande qui soutient les étudiants les plus brillants et les plus méritants.
Après avoir terminé ses études, il a commencé à travailler en tant que pigiste pour l'hebdomadaire Die Zeit et quelques autres magazines moins connus en Allemagne. Il est plus tard devenu un journaliste pour le quotidien berlinois Der Tagesspiegel . Ses articles lui ont valu de nombreux prix, y compris le prix Axel-Springer en 2002 pour son article « Was ist Mitgefühl? », le Heureka-Journalistenpreis en 2004 et le prix européen des rédacteurs scientifiques en 2006.
En parallèle à ses activités journalistiques, Kast a écrit quelques livres de vulgarisation scientifique qui ont été traduits dans d'autres langues.

## Publications
- Der Ernährungskompass – (2018)
- Ich weiss nicht, was ich wollen soll – (2012)
- Wie der Bauch dem Kopf beim Denken hilft – (2007)
- Die Liebe – (2004)
- Revolution im Kopf – (2003)

## * Références
1. ↑  « Kast, Bas », sur Der Tagesspiegel (consulté le 31 août 2020).
2. ↑  « axel-springer-akademie.de/engl… »(Archive.org • Wikiwix • Archive.is • Google • Que faire ?).
3. ↑  « journalistenpreise.de/?id=gewi… »(Archive.org • Wikiwix • Archive.is • Google • Que faire ?).
4. ↑  (de) « Eurosciencestiftung.de steht zum Verkauf », sur eurosciencestiftung.de (consulté le 14 avril 2023).